# Jane Nardal
Pour les articles homonymes, voir Nardal.
Jeanne Nardal, dite Jane Nardal née le 1er août 1902 au Lamentin (Martinique) et morte le 18 novembre 1993 dans la même commune, est une écrivaine, philosophe, enseignante, et essayiste politique française de la Martinique.
Avec sa sœur Paulette Nardal, elle est considérée comme ayant posé les bases théoriques et philosophiques de la négritude, un mouvement culturel, politique et littéraire qui a émergé dans les années 1930 à Paris et cherchait à rassembler les intellectuels noirs des colonies anciennes et contemporaines. Le terme « négritude » a été inventé par l'écrivain militant martiniquais Aimé Césaire ; avec le poète sénégalais Léopold Sédar Senghor et l'écrivain guyanais Léon-Gontran Damas, ils sont ordinairement reconnus comme les trois pères de ce mouvement culturel. Cependant, ce n'est que récemment que les femmes du mouvement de la négritude, y compris Jane et Paulette Nardal, ont commencé à être reconnues.

## Généalogie
L'arrière-grand-mère des sœurs Nardal, Sidonie Nardal, est née esclave dans la région de La Trinité, connue à l'époque pour sa production de sucre de canne. Elle est reconnue libre en 1850, deux ans après l'abolition officielle de l'esclavage dans l'empire français. Sidonie a cinq enfants ; son fils Joachim, le grand-père des sœurs Nardal, n'est enregistré comme personne libre qu'en 1854. Installé à Saint-Pierre, Joachim y a deux enfants : Marie-Hélène (née en 1861) et Paul Nardal (né en 1867), le père des sœurs Nardal. Celui-ci est le premier homme noir à obtenir une bourse pour entrer à l'École des Arts et Métiers de Paris et le premier ingénieur noir en travaux publics, travaillant pour le Service colonial des Travaux publics pendant 45 ans. Il est également professeur pour former de futurs ingénieurs.

## Enfance
Jane Nardal est la quatrième des sept filles (Paulette, Émilie, Alice, Jane, Lucy, Cécile, Andrée) nées de Paul Nardal, un ingénieur noir, et Louise Achille, une femme métisse institutrice, éminente musicienne et organisatrice. Paul et Louise transmettent à leurs filles un engagement pour l'éducation et les arts, la nièce de Jeanne est la cantatrice Christiane Eda-Pierre. Toutes leurs filles deviendront des femmes prospères et instruites, mais Paulette, et dans une moindre mesure Jane, seront les plus connues pour leurs écrits et essais politiques.

## Vie à Paris

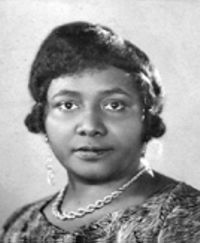
Photographie de Paulette Nardal, la sœur de Jeanne Nardal.

Après avoir terminé ses études à l'école préparatoire, Jane Nardal rejoint sa sœur Paulette à Paris en 1923 pour étudier la littérature classique et française à la Sorbonne. À Paris, Paulette et Jane tiennent un club littéraire où de jeunes intellectuels noirs - y compris Césaire, Senghor et Damas ainsi que des universitaires afro-américains et antillais - se réunissent les dimanches pour échanger des idées et poser les fondations d'une conscience de race naissante qui influencera toute la diaspora africaine. Paulette en particulier, agira comme relais entre les intellectuels francophones des Caraïbes et d'Afrique, et les universitaires et musiciens Afro-Américains.
En février 1928, Jane est parmi les rares femmes fondatrices de La Dépêche africaine, le journal bimensuel officiel du Comité de défense de la race noire. La même année en juin, sa sœur Paulette rejoint l'équipe. Le journal paraît irrégulièrement pendant quatre ans, mais est néanmoins l'un des journaux les plus populaires dans la population noire, avec un tirage de 12 000 à 15 000 exemplaires en 1929, supérieur au tirage de ses concurrents La Race nègre et Le Cri des Nègres (2 000 à 3 000 exemplaires).
Jane et Paulette Nardal sont créditées dans les sections « La Dépêche politique », « La Dépêche économique et sociale » et « La Dépêche littéraire » du journal, qui offrent une riche perspective sur le monde. Les domaines de prédilection de Jane sont la politique et la culture, elle écrit deux essais critiques pour le journal dont « Internationalisme noir », publié dans le premier numéro de la revue. L'essai parle de l'éveil de la conscience raciale au sein de la diaspora noire et fournit quelques bases théoriques du mouvement de la négritude. Dans le numéro d'octobre 1928 de La Dépêche africaine, Jane publie un essai intitulé « Pantins exotiques » qui discute de la fascination parisienne pour les femmes noires et leur exotisation, et appelle les intellectuels noirs à résister à l'altérisation de leur travail.
Avec sa sœur Paulette, Jane est considérée comme une précurseure de la négritude mais est restée dans l'ombre des figures d'Aimé Césaire, Léopold Sédar Senghor et Léon-Gontran-Damas, surnommés plus tard les « chantres de la négritude ». Dans ses écrits, Jane décrit également des concepts pivots qui seront au centre des débuts du mouvement de la négritude : la communauté internationale, la conscience de race afro-latine, le nouveau noir francophone, et le noir d'après-guerre. Ce dernier concept lie la formation d'une communauté euro-américaine après la Première Guerre mondiale à celle d'une communauté noire mondiale et aborde les tensions existant au sein de cette communauté, notamment parmi les élites noires, entre ceux qui ont connu l'esclavage et ceux ne l'ayant jamais vécu. Elle aborde également la construction d'une identité diasporique noire qui refuse de renoncer à son héritage afro-latin et à son héritage africain. Elle invente les expressions « internationalisme noir » et « Afro-Latins », un terme qu'elle applique aux Antillais dans le cadre de la tendance de l'époque chez les Antillais de Paris à revendiquer une triple identité noire, française, et d'Amérique latine.

## Vie après Paris
Jane Nardal retourne en Martinique en 1929 où elle organise une conférence sur « Le Chant nègre aux États-Unis » en mettant l'accent sur l'influence du blues. Elle poursuit avec succès une carrière d'enseignante en Martinique puis pendant deux ans au Tchad. Elle épouse Jules Joseph Zamia, un médecin guadeloupéen en 1931.
Jane Nardal fait face à de nombreuses difficultés en essayant d'entamer une carrière politique. En 1956, un individu jette une torche dans la maison familiale des Nardal de Martinique, incendiant un nombre considérable d'écrits et de correspondances avec Paulette en réaction à son activité politique. En conséquence, sa famille lui interdit de poursuivre dans cette voie. Quatre ans plus tard, alors qu'elle commence à devenir aveugle, elle se retire loin de la vie publique. Elle meurt en 1993.

## Hommages
En 2018, la Ville de Paris décide de la création de la promenade Jane-et-Paulette-Nardal dans le 14e arrondissement, qui est officiellement inaugurée par la maire de Paris Anne Hidalgo en présence de Christiane Eda-Pierre le 31 août 2019,.
Le collège du Diamant en Martinique porte son nom depuis septembre 2022.